# Iwan Sawwitsch Nikitin

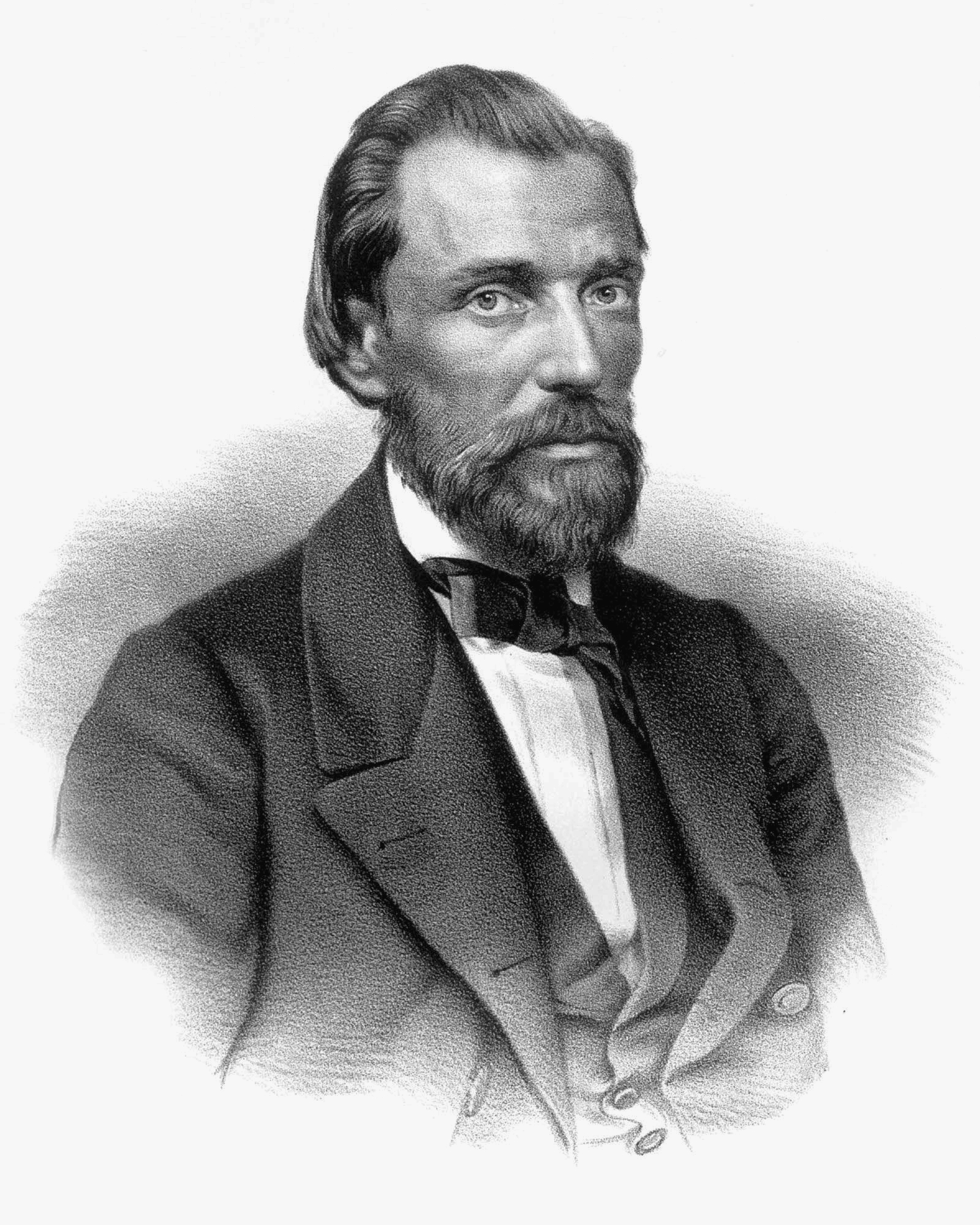
Iwan Nikitin, 1862.

Iwan Sawwitsch Nikitin (russisch Ива́н Са́ввич Ники́тин; * 21. Septemberjul. / 3. Oktober 1824greg. in Woronesch; † 16. Oktoberjul. / 28. Oktober 1861greg. ebenda) war ein russischer Lyriker, dessen Werk besonders wegen seiner Naturschilderungen Bekanntheit erlangte. Aber auch andere Motive, wie zum Beispiel die Schilderung der Leiden und der Schmerzen des Lebens kennzeichnen das Werk Iwan Nikitins, der sein ganzes Lebens in seiner Heimatstadt Woronesch verbrachte.

## Leben
Iwan Nikitin wurde als Sohn eines Kaufmannes geboren. Seine Kinder- und Jugendjahre waren sorglos. Sein Vater, Sawwa Jewtichijewitsch, war als Kerzenfabrikant und Ladenbesitzer ein wichtiger Bürger der Stadt. Für das Leben seines Sohnes aber spielte er eine fatale Rolle. Er war ein despotischer, unruhiger Mensch.
Nach dem Besuch einer konfessionellen Schule trat Iwan Nikitin in ein Priesterseminar ein. In dieser Zeit beschäftigte er sich mit dem Werk Puschkins und Kolzows. Das Seminar brachte er nicht zum Abschluss, die Mutter starb, sein Vater gab sich dem Alkohol hin, worauf der väterliche Betrieb pleiteging. Für Nikitin begann ein schwerer Lebensabschnitt, er arbeitete in einem Gasthof und in einem Geschäft.
1853 wurden die ersten Gedichte Nikitins verlegt. Sie riefen ein lebendiges Interesse bei Lesern und Kritikern hervor. 1856 wurde die erste Gedichtsammlung Nikitins veröffentlicht. Drei Jahre später gelang ihm die Eröffnung einer Buchhandlung. Mit der Einrichtung einer Bibliothek, die für jedermann zugänglich war, wollte der Dichter auch den ärmeren Bevölkerungsschichten die Möglichkeit bieten, in literarischen Werken zu lesen und diese zu erwerben. 1859 verschlechterte sich der gesundheitliche Zustand Nikitins, dennoch nahm er aktiv am literarischen Leben seiner Heimatstadt teil, eröffnete Sonntagsschulen, veranstaltete Matineen. Nach einer schweren Erkältung im Mai 1861 konnte er sich nicht mehr erholen und verstarb am 16. Oktober 1861 in Woronesch.

## Ehrungen in Woronesch
- In der nach ihm benannten Uliza Nikitinskaja (dt.: Nikitinskaja-Straße) steht im Hof des Hauses Nummer 19 ein Denkmal aus dem Jahr 1964.
- Die Stadtbibliothek am Ploschtschad Lenina (dt.: Lenin-Platz) ist ebenso nach I. S. Nikitin benannt, wie der Ploschtschad Nikitina (dt.: Nikitin-Platz) an der Kreuzung der Karla Marxa (dt.: Karl-Marx-Straße) mit dem Prospekt Rewoluzii. An dieser Stelle haben die Stadtväter des Jahres 1911 ein Denkmal für den Dichter errichten lassen.

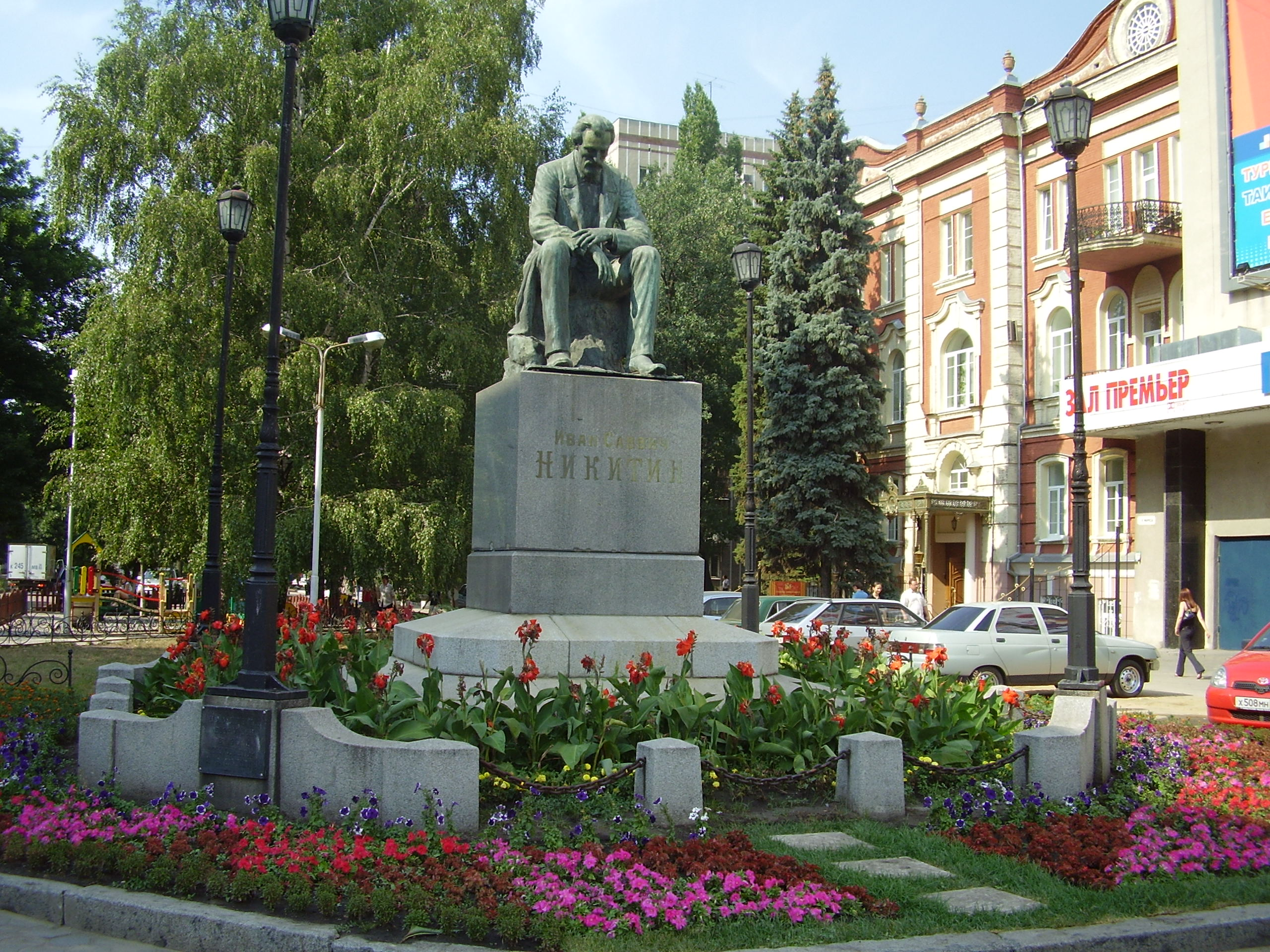
Nikitin-Denkmal in Woronesch.